# Katolicka etyka seksualna

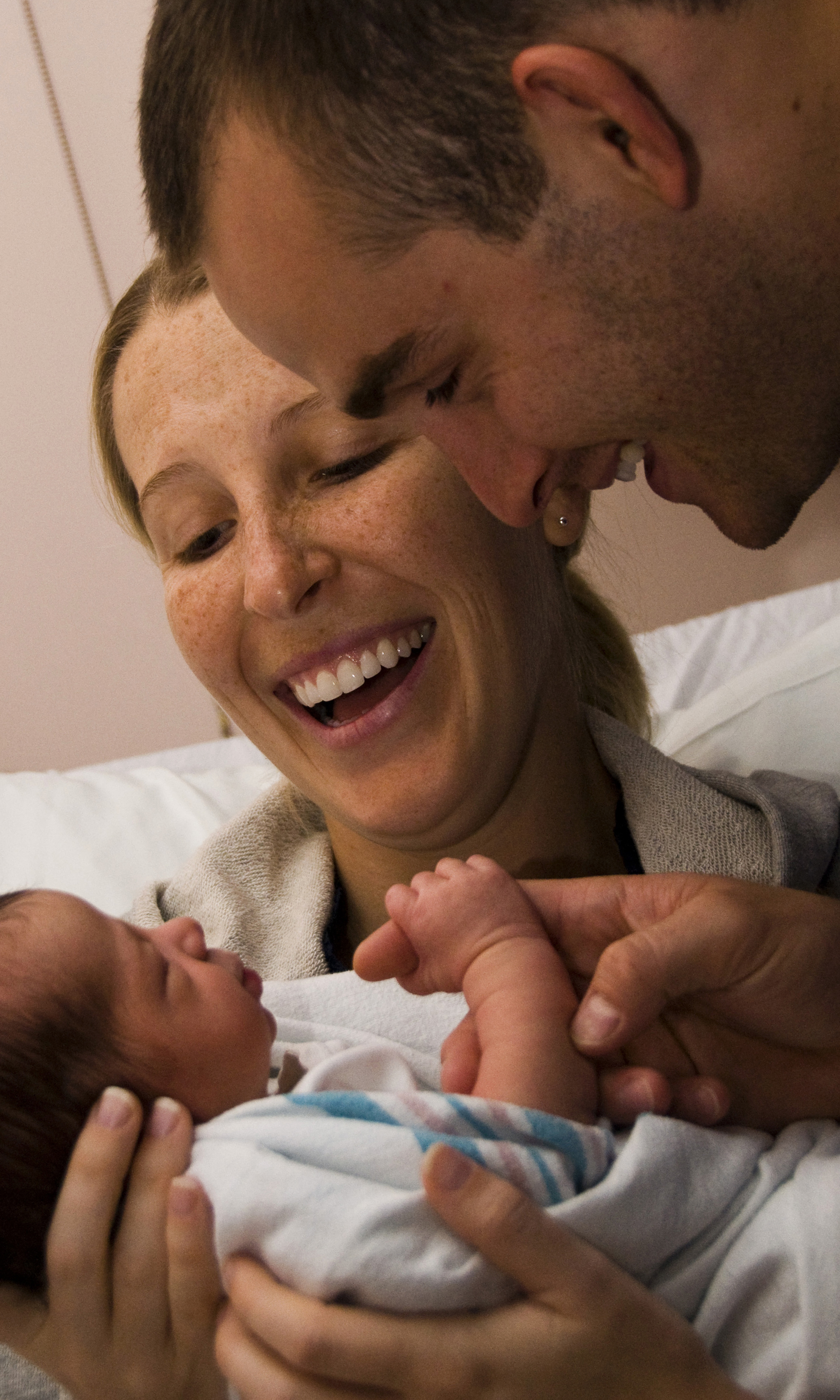
Według katolickiej etyki seksualnej każdy stosunek ma być zjednoczeniem małżonków w miłości, ukierunkowanym ku zrodzeniu potomstwa. Zgodnie z Humanae vitae (n.11-12) są to dwa nierozdzielne wymiary każdego seksualnego zjednoczenia małżeńskiego.

Katolicka etyka seksualna – dział teologii moralnej Kościoła katolickiego, zajmujący się zagadnieniami etycznymi natury ludzkiej seksualności, jej przyczyn i przejawów w świetle katolickiego rozumienia prawa naturalnego i w kontekście powołania chrześcijanina do świętości poprzez relację z Chrystusem w Kościele.

## Zakres
Katolicka etyka seksualna ukazuje człowieka jako istotę seksualną, tzn. posiadającą określoną płeć (kobieta lub mężczyzna), i nastawioną na więź z osobą płci przeciwnej – więź, która znajduje swoją realizację w małżeństwie. Etyka katolicka postrzega człowieka jako osobę, w której różne aspekty seksualności „somatyczny”, „duchowy” i „psychiczny” potrzebują integracji w jednym doświadczeniu miłości. Oznaką i jednocześnie drogą do osiągnięcia tej wewnętrznej integracji wymiaru cielesnego, biologicznego z duchowym, która uzdalnia człowieka do przeżywania relacji seksualnej jako daru, jest czystość (KKK 2337). Etyka Kościoła katolickiego przedstawia podstawowe zasady moralne kierujące ludzką seksualnością, tak by była ona miejscem duchowego spotkania Boga i współmałżonków. Podkreślił to Benedykt XVI w swej encyklice Deus caritas est, będącej pierwszym dokumentem Magisterium Kościoła w XXI w. na temat etyki seksualnej. Stosunek seksualny małżonków (akt małżeński), duchowo oczyszczony i otwarty na życie, został w niej ukazany jako miejsce doświadczenia miłości, która może dać „pewien przedsmak szczytu istnienia, tej szczęśliwości, do której dąży całe nasze istnienie”. Katolicka etyka seksualna prowadzi swą refleksję w ścisłej współpracy z innymi działami teologii, szczególnie dogmatyką i teologią duchowości – aby ukazać powiązanie chrześcijan i ich seksualności z Osobą Chrystusa, Duchem Świętym, sakramentami i prawem ewangelicznym. Katolicka moralność postrzega seksualność ludzką w kontekście drogi chrześcijanina do świętości realizowanej poprzez pełny rozwój cnót.

## Zasady i źródła
Katolicka etyka seksualna odwołuje się do katolickiego rozumienia prawa naturalnego jako podstawowej płaszczyzny łączącej biologiczną wiedzę o ludzkiej seksualności z refleksją teologiczną. Ta ostatnia zaś znajduje swe podstawowe źródło w Piśmie Świętym oraz u ojców Kościoła. Stara się poszukiwać także poparcia swych tez w naukach szczegółowych, by z większym powodzeniem odpowiedzieć na pytania dotyczące etyki seksualnej i bioetyki stawiane współcześnie przez zsekularyzowany świat.

### Antropologia teologiczna jako źródło etyki katolickiej
Zdaniem Kościoła podstawowe normy katolickiej etyki seksualnej są formułowane nie arbitralnie, lecz poprzez rozpoznanie natury i godności osoby ludzkiej oraz miejsca, jakie zajmuje w niej seksualność (tzw. „norma personalistyczna”). Jan Paweł II pisał o tzw. adekwatnej antropologii. Rozpoznanie to ma być wsparte światłem, które Bóg ma dawać przez swego Ducha (por. J 16,13), czyli danymi czerpanymi z objawienia.
Etyka chrześcijańska stawia człowieka w relacji z Bogiem osobowym. Według niej człowiek nosi w sobie obraz i podobieństwo Boga-Miłości (por. Rdz 1,26 ; J 4,8), które zostały odnowione w Jezusie Chrystusie, dlatego ludzie są wezwani, by postępować podobnie jak on (por. 1 J 2,6).
Współżycie seksualne w etyce katolickiej ukazywane jest (mimo iż jest przeżywane w ciele mającym naturę zwierzęcą) jako wyraz osoby. Zjednoczenie cielesne ma dokonywać się w „dialogu osobowym”. Etyka katolicka uznaje, że człowiek w odniesieniu do popędu seksualnego, który ma cechy podobne do popędu występującego w organizmach zwierzęcych, różni się tym, że ma on ducha (duszę), wspartego łaską Boga. Seksualność ma współpracować z duchem, który ma kierować nią zgodnie z wolnością właściwą osobie, podczas gdy zwierzęta w zachowaniach seksualnych kierują się instynktem.

### Źródła nauki Kościoła na temat seksualności
Źródłem nauczania Kościoła w dziedzinie seksualności są arbitralne orzeczenia Magisterium Kościoła, opierające się na Tradycji oraz – w niektórych przypadkach – na Piśmie Świętym.
Nowsze dokumenty Magisterium na temat katolickiej etyki seksualnej:
- encyklika Casti connubii papieża Piusa XI
- konstytucja Gaudium et spes, nn.50-53 II soboru watykańskiego,
- encyklika Humanae vitae papieża Pawła VI dająca m.in. ocenę etyczną środków antykoncepcyjnych i aborcji.
- adhortacja Familiaris consortio papieża Jana Pawła II (1981).
- katechezy środowe Jana Pawła II, wydane później pod tytułem Mężczyzną i kobietą stworzył ich. Ich poprzedniczką była książka bpa Wojtyły „Miłość i odpowiedzialność”.
- List apostolski Mulieris dignitatem – o godności i powołaniu kobiety (Jan Paweł II, 15.08.1988 r.)
- List do rodzin Jana Pawła II (2.02.1994)

Po II soborze watykańskim ukazały się następujące dokumenty Kongregacji Nauki Wiary i Papieskiej Rady ds. Rodziny poświęcone poszczególnym zagadnieniom etyki seksualnej:
- Quaestio de abortu – deklaracja o przerywaniu ciąży – Kongregacja Nauki Wiary (Franjo kard. Šeper, 18.11. 1974).
- Quaecumque sterilisatio – odpowiedź na pytania konferencji episkopatu Ameryki Północnej dotyczące sterylizacji w szpitalach katolickich (Kongregacja Nauki Wiary, 13.03.1975)
- Persona humana – deklaracja o niektórych zagadnieniach etyki seksualnej[12] (Kongregacja Nauki Wiary, 29.12.1975)
- Homosexualitatis problema – list do biskupów kościoła katolickiego o duszpasterstwie osób homoseksualnych (Kongregacja Nauki Wiary, Joseph kard. Ratzinger, 01.10.1986)[13].
- Donum vitae – instrukcja o szacunku dla rodzącego się życia ludzkiego i o godności jego przekazywania. Odpowiedzi na niektóre aktualne zagadnienia (Kongregacja Nauki Wiary, 22.02.1987 r.).
- Ludzka płciowość: prawda i znaczenie. Wskazania do wychowania w rodzinie. (Papieska Rada ds. Rodziny. 8.12.1995)
- Instrukcja Dignitas personae – dotycząca niektórych problemów bioetycznych (Kongregacja Nauki Wiary, 12 grudnia 2008)[14].

## Podstawowe normy
Etyka katolicka naucza, że osąd sumienia co do czystości aktów seksualnych powinien być wyrobiony poprzez poznanie stanowiska Kościoła o naturze i celach pożycia małżeńskiego. Magisterium Kościoła formułuje to stanowisko w swych oficjalnych wypowiedziach, prostując także różne błędne – w jego mniemaniu – opinie, które również mają wpływ na sumienia małżonków.

### Seksualność w małżeństwie
Tajemnica miłości erotycznej urzeczywistnia się przez dopełnianie się płci, oddziaływanie obu płci na siebie. Seksualność przeżywa się albo w małżeństwie, albo w celibacie, zawsze jednak ukierunkowuje ona ku drugiej osobie. Jest zewnętrznym, psychofizycznym wyrazem wewnętrznej wspólnoty dwojga małżonków, komunii osób – pełnym, szczerym i wiernym przez całe życie darem osób, który jest z natury swej płodny, ponieważ miłość jest płodna. Ocena etyczna aktywności seksualnej człowieka jest zatem zależna od tego, na ile służy ona wartościom małżeństwa. Wymienia się je za Augustynem z Hippony tradycyjnie trzy: wierność, potomstwo, sakrament (łac. fides, proles, sacramentum). Przy czym wierność, zgodnie z pierwotnym znaczeniem, jakie miała w nauczaniu patrystycznym, a także w średniowieczu, zwłaszcza u Tomasza z Akwinu, ma znaczenie pozytywnej więzi przyjaźni, a nie samej tylko cnoty przeciwnej zdradzie.
O tym, że według katolickiej etyki pożycie seksualne jest ściśle związane z prokreacją, świadczy też zapis prawny kanonu 1096 Kodeksu prawa kanonicznego, który mówi, że małżeństwo jest skierowane ku zrodzeniu potomstwa przez pożycie seksualne.
Miłość erotyczna między mężczyzną i kobietą nigdy nie jest przeżywana sama dla siebie. Gdy jest przeżywana pięknie, po chrześcijańsku, jest ona jedną ze sfer, w których wyraża się miłość duchowa. Ponieważ sfera erotyczna została zraniona po grzechu pierworodnym, razem z całą naturą ludzką, pożycie seksualne zgodne z katolicką etyką będzie możliwe dzięki sublimacji, uwzniośleniu tej sfery, zintegrowaniu jej ze sferą emocjonalną i duchową. Proces sublimacji przedstawił w swojej książce „Miłość i odpowiedzialność” Karol Wojtyła.

#### Poziom zmysłów
Zazwyczaj miłość rodzi się na podłożu popędu seksualnego. W bezpośrednim zetknięciu się mężczyzny i kobiety zawsze zachodzi jakieś wrażenie zmysłowe. Do niego często dołącza się uczucie wzruszenia, wynikające z tego, że reprezentują oni dla siebie wzajemnie pewną wartość emocjonalną i zmysłową. Wzruszenie może być także spowodowane wartościami duchowymi. Można mówić o przeżyciu piękna, np. piękna ciała, które jest zasadniczo przedmiotem poznania kontemplacyjnego. Wywołuje ona w człowieku radość, którą Augustyn z Hippony określał mianem frui – nie ma nic z postawy konsumpcyjnej, utylitarnej. Zmysłowość zaś, która budzi się pod wpływem wartości seksualnej drugiej osoby, ma charakter bardziej skłonny do używania – uti. Dlatego właściwie przeszkadza ona w przeżyciu piękna. Jednak zazwyczaj w przypadku bezpośredniego spotkania kobiety i mężczyzny na początku przeważa wzruszenie wartościami podpadającymi pod zmysły. Dla zmysłowości mężczyzny ciało kobiety jawi się przede wszystkim „jako przedmiot użycia”. Ponieważ ta reakcja zmysłowości jest spontaniczna, odruchowa, nie można mówić, że jest moralnie zła, jest poniekąd naturalna. Jednak osoba ludzka nie może być przedmiotem użycia, dlatego reakcja sumienia na poruszenia zmysłowości jest czymś łatwo zrozumiałym. Nie można też zmysłowości jako takiej nazywać jeszcze miłością, choć jest ona tworzywem oblubieńczej miłości małżeńskiej. Zmysłowe odczucie miłości może jednak równie dobrze stać się przeciwieństwem miłości jako takiej, gdyż jest zupełnie ślepe na osobę, a zwraca się wszędzie tam, gdzie „pojawi się możliwy przedmiot użycia”. Przedmiot ten może być dostarczony przez zmysły zewnętrzne, np. dotyk, wzrok, ale może też go dostarczyć wyobraźnia czy pamięć. Można zatem nawiązać kontakt z „ciałem” osoby fizycznie nieobecnej.

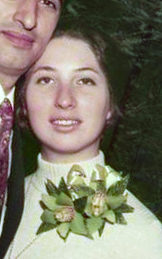
Panna młoda w dniu ślubu

#### Poziom uczuć
Wzruszenie związane ze spotkaniem mężczyzny i kobiety, oprócz poziomu zmysłowego ukierunkowanego ku przeżyciu wartości ciała jako przedmiotu użycia, może być doświadczane na poziomie uczuć. Reakcja uczuciowa jest podobna do zmysłowej w postawie, ale różni się co do treści. Przedmiotem przeżycia emocjonalnego będzie „męskość”, wywołująca wrażenie „siły” i „kobiecość”, wraz ze swym „wdziękiem”. Uczuciowość – która wyraża się poprzez czułość – nie jest konsumpcyjna, wydaje się być wolna od pożądania w tym znaczeniu co zmysłowość. Jest w niej natomiast pragnienie bliskości i zbliżenia, a równocześnie wyłączności i intymności. Z tego względu często utożsamia się ją mylnie z miłością duchową. Istnieje pewna rozbieżność psychologiczna między mężczyzną i kobietą co do ich udziału w tej miłości: mężczyzna jest bardziej zmysłowy, kobieta jest bardziej uczuciowa. Jest ona skłonna do uznania jeszcze za przejaw miłości uczuciowej tego, w czym mężczyzna już uświadamia sobie wyraźnie działanie zmysłowości oraz chęci użycia. Ta większa zdolność mężczyzn do obiektywizacji wiąże się z ich większą odpowiedzialnością za kształt miłości.
Na tym uczuciowym poziomie miłości często dochodzi do idealizacji drugiej osoby. Uczucie każe „wkładać” w osobę ukochaną wiele wartości, których ona sama w sobie nie musi koniecznie posiadać. Konsekwencją tego może być później rozczarowanie, a czasem wręcz nienawiść.

#### Poziom ducha
To nie ciało i zmysły są – według K. Wojtyły – zasadniczą treścią miłości, jest ona bowiem zawsze jakąś sprawą wnętrza i ducha. Wolna wola jest tą „ostatnią instancją”, bez której miłość nie ma w sobie pełnej osobowej wartości. Miłość potrzebuje wolności, ta zaś możliwa jest jedynie dzięki prawdzie. Pożądanie zmysłowe oraz zaangażowanie uczuciowe mają swoją wewnętrzną prawdziwość. Jest to jednak prawda subiektywna, zależna od danej osoby doświadczającej doznań i uczuć. Jest ona oczywiście potrzebna, ale miłość wymaga jednak także prawdy obiektywnej. Dotrzeć do niej można w drodze analizy etycznej.
Prawda obiektywna domaga się przede wszystkim rozpoznania i afirmacji wartości osoby. Wartość ta jest czymś innym jeszcze niż wartości wrodzone lub nabyte, które tkwią w osobie, jak np. jej zdolności, cechy charakteru, piękno fizyczne itp. Wartość osoby jest też czymś innym niż sama wartość seksualna, gdyż płeć jest tylko pewną właściwością, a nie całą osobą. Tak rozumiana wartość osoby jest uprzednia wobec wszystkich innych jej wartości. Uczucie – skupiające się tak mocno wokół „kobiecości” i „męskości” – jeśli nie jest zintegrowane z etyczną afirmacją osoby, może się w świadomości emocjonalnej, tak mężczyzny, jak i kobiety z czasem wyczerpać.

### Masturbacja i antykoncepcja
Jak podaje E. David Cook oraz John Finnis wśród teologów katolickich, takich jak np. John Noonan, John Boswell, Andrew Koppelman, zainspirowanych teoriami psychoanalizy Freuda oraz rozwojem studiów biologicznych i psychologicznych nad ludzkim zachowaniem, pojawiły się postulaty, by odejść od tradycyjnej etyki katolickiej w ocenie moralnej kwalifikacji masturbacji jako grzechu ciężkiego. Wśród polskich autorów w tym kierunku poszli A. Bohdanowicz. Tradycyjnie w nauczaniu Kościoła katolickiego masturbacja uznawana jest za grzech ciężki ze względu na nieuszanowanie dwóch wartości małżeństwa: potomstwa (łac. proles) oraz wierności (łac. fides). Masturbacja usuwa bowiem z ludzkiej seksualności wymiar relacji ze współmałżonkiem oraz znaczenie prokreacyjne. Odchodząc od klasycznego ujęcia, zaczęto uznawać masturbację za normalny etap dojrzewania młodzieńczego, w którym nastolatek, chłopiec lub dziewczynka, pobudza siebie, by uwolnić napięcie seksualne i doznać przyjemności. Chociaż nie istnieją, według E.D. Cooka, żadne przesłanki na to, że masturbacja powoduje długoterminowe raniące skutki w osobowości dojrzewających nastolatków, jednak trzeba uznać, że masturbacja nie jest bynajmniej idealnym rozwiązaniem trudności wieku dojrzewania. Jest ona, w ocenie autora, skupianiem się na sobie, koncentrowaniem się na przyjemności i zastępowaniem relacji z drugą osobą – relacją z sobą samym.
Wobec publikacji podających w wątpliwość tradycyjną katolicką poważną kwalifikację moralną masturbacji, głos zabrała Stolica Apostolska, przypominając w dokumencie Persona humana (1975) podstawowe zasady moralne nauczane przez Kościół. Takie zachowania jak masturbacja, petting czy stosunek obezpłodniony przy użyciu środków antykoncepcyjnych oceniane przez dokument watykański jako postawy egocentryczne, niechętne dzieciom i przeciwne życiu, a zatem w ocenie etyki katolickiej niezgodne z naturą miłości seksualnej człowieka.
Według deklaracji Kongregacji Nauki Wiary Persona Humana (1975), oraz Katechizmu n.2352, masturbacja jest zachowaniem moralnym „wewnętrznie i ciężko nieuporządkowanym” (n. 9). Jest to związane ze szczególnie ważnym miejscem, jakie sfera seksualna zajmuje w strukturze osoby człowieka:

Według tradycji chrześcijańskiej i nauki Kościoła oraz wskazań rozumu, porządek moralny w obrębie ludzkiej płciowości obejmuje dobra życia ludzkiego tak wielkiej wartości, że jakiekolwiek bezpośrednie naruszenie tego porządku jest obiektywnie wykroczeniem ciężkim (Persona humana, n.10).

Stosowanie metod utrudniających bądź niedopuszczających do zagnieżdżenia się zarodka w macicy (czyli utrudniających lub uniemożliwiających implantację np. przez zmienienie struktury błony śluzowej trzonu macicy) uznane jest jako działanie aborcyjne, jako grzech aborcji. Według niektórych opracowań środki antykoncepcyjne mogą mieć taki skutek. Dochodzi do tego, gdy zawiedzie ich pierwszy mechanizm działania, tzn. hamowanie owulacji, i dojdzie do zapłodnienia. Działanie wczesnoporonne może zajść przy użyciu np. plastrów antykoncepcyjnych, tabletek antykoncepcyjnych jedno- i dwuskładnikowych, tzw. tabletek „po” (antykoncepcja postkoitalna), wkładek domacicznych.
Należy zwrócić uwagę, że Kodeks Prawa Kanonicznego oraz Kodeks Kanonów Kościołów Wschodnich, w przypadku spowodowania obumarcia embrionu (od momentu poczęcia) przewidują karę ekskomuniki. W 1968 r. Paweł VI jednoznacznie ocenił antykoncepcję jako czyniącą współżycie małżeńskie wewnętrznie niemoralnym – mimo iż skłaniają do tego „słuszne przyczyny”:

Nie wolno wziąć za przedmiot aktu woli tego, co ze swej istoty narusza ład moralny - a co tym samym należy uznać za niegodne człowieka - nawet w wypadku, jeśli zostaje to dokonane w zamiarze zachowania lub pomnożenia dóbr poszczególnych ludzi, rodzin czy społeczeństwa” (Paweł VI, Humanae vitae, 14)

Papież Pius XI w encyklice Casti connubii wyraźnie zdefiniował antykoncepcję jako grzech ciężki, skutkujący wiecznym potępieniem. Zgodnie z etyką katolicką, małżonkowie mają poprzez prawe sumienie dostosować swoje postępowanie do planu Boga-Stwórcy. Gdy z ważnych przyczyn potrzebują wprowadzić „przerwy między kolejnymi urodzeniami dzieci” (por. Humanae vitae (HV) n.15) lub też ze względu na „warunki fizyczne, ekonomiczne, psychologiczne i społeczne (...) okresowo lub nawet na czas nieograniczony” decydują się unikać zrodzenia dalszego dziecka (HV 10) zaleca się im współżycie zgodne z naturalnym planowaniem rodziny. Gdy unikanie potomstwa jest spowodowane rzeczywiście ważnymi okolicznościami, jest ono oceniane na równi z postawą tych rodziców, którzy kierując się roztropnym namysłem i wielkodusznością, decydują się na przyjęcie liczniejszego potomstwa. Zakłada to osiągnięcie cnoty opanowania i czystości. Jan Paweł II zwrócił uwagę, że nie chodzi tu o „technikę”, gdyż nie można redukować odpowiedzialnego rodzicielstwa do samych biologicznych „cyklów” ludzkiej płodności. Papież mówił o ładzie współżycia małżeńskiego, który oznacza, że w sercach małżonków jest zachowana harmonia pomiędzy rodzicielstwem (odpowiedzialnym) a zjednoczeniem osobowym. Podejmowanie współżycia unikając potomstwa dla mało ważnych przyczyn, obiektywnie słusznych powodów, wymienionych przez Pawła VI, jest uznawane z kolei za postawę podobnie niemoralną co antykoncepcja.
W 2013 roku niemieccy biskupi zezwolili na antykoncepcję awaryjną zgwałconym kobietom, które chcą zapobiec zapłodnieniu, o ile nie spowoduje to poronienia, co spotkało się z poparciem Papieskiej Akademii Życia oraz szwajcarskich i hiszpańskich biskupów.

## Etyka seksualna w Kościele katolickim w Polsce
Katolicka refleksja nad etyką seksualną w Kościele katolickim w Polsce w XX w., zwłaszcza po II wojnie światowej w środowisku skupionym wokół Karola Wojtyły, cechowała się wiernością tradycyjnemu nauczaniu. Wymienić należy przede wszystkim takie postacie jak przed wojną Jacek Woroniecki OP (1878-1949), po wojnie: Włodzimierz Fijałkowski (1917-2003), Wanda Półtawska (1921-2023), abp Kazimierz Majdański (1916-2007) i inni. Kościół w innych krajach europejskich i Ameryce przeszedł poważny kryzys, przede wszystkim w związku z odrzuceniem nauczania papieskiego wyrażonego w encyklice Humanae vitae.

## Recepcja w XX w. w środowiskach liberalnych
Magisterium Kościoła, czyli oficjalne nauczanie Kościoła na temat etyki seksualnej, zwłaszcza w XX w. przeżywało okresy, w których na znaczną skalę podawano w wątpliwość pewne uznawane do tej pory elementy doktryny.

### Małżeństwo – pożycie seksualne bez rodzenia dzieci
W 1935 Herbert Doms, zainspirowany encykliką Piusa XI Casti connubii, wydał książkę o teologii małżeństwa, Vom Zweck und Sinn der Ehe (O celu i znaczeniu małżeństwa), w której odcinał się od nazistowskiej ideologii podporządkowującej miłość małżonków służbie III Rzeszy poprzez dostarczanie jej oddanych obywateli.
Prof. Doms próbował wykazać, że pierwszorzędnym celem małżeństwa nie jest dziecko, ale sama wspólnota małżeńska. Uprzywilejowaną aktualizacją tej wspólnoty miało być zjednoczenie cielesne, niekoniecznie związane z prokreacją, na co wskazywałaby według niego sama natura aktu, który nie zawsze jest płodny.
Opublikowane dwa lata później (1937) wydanie francuskie tej książki wszczęło międzynarodową ogólnokościelną dyskusję na temat celów małżeństwa.
Ze względu na wagę zagadnienia papież Pius XII w swoim przemówieniu do Trybunału św. Roty w październiku 1941 przypomniał tradycyjną naukę Kościoła, że wszystkie cele małżeństwa są podporządkowane celowi prokreacji.
Trzy lata później, 29 marca 1944, kardynałowie, członkowie Kongregacji Świętego Oficjum na zebraniu plenarnym wydali dekret De finibus matrimonii. Jego intencją było odrzucenie pewnych stwierdzeń, które pojawiły się w toku dyskusji zainicjowanej przez Herberta Domsa. Stanowisko kardynałów nie było wymierzone przeciwko prawdzie o ważności miłości i wierności dla życia małżeńskiego, ale w poglądy – przedstawiane także przez samego wrocławskiego teologa – próbujące usankcjonować przeżywanie jednoczącej miłości małżeńskiej w akcie seksualnym w sposób odizolowany od prokreacji. Dekret zatem skupia się na zagadnieniu roli samego pożycia małżeńskiego i podtrzymuje augustyńską formułę, że pierwszym i koniecznym przeznaczeniem aktu seksualnego w małżeństwie jest zrodzenie potomstwa. Orzeczenie brzmi:
«Czy można dopuścić twierdzenia niektórych najnowszych [autorów], które bądź to zaprzeczają temu, że pierwszorzędnym celem małżeństwa jest zrodzenie i wychowanie potomstwa, bądź uczą, że cele drugorzędne nie muszą być koniecznie podporządkowane celowi pierwszorzędnemu, lecz powinny być [uznane] jako jednakowo główne i niezależne»? [Ojcowie] zadekretowali, że należy odpowiedzieć przecząco.
Dyskusja przycichła, aby wybuchnąć na nowo w okresie II soboru watykańskiego. Zarówno „Konstytucja Duszpasterska o Kościele w Świecie Współczesnym”, jak i posoborowa encyklika Pawła VI „Humanae vitae” podtrzymały wcześniejsze nauczanie Piusa XII i Kongregacji Świętego Oficjum o nierozerwalności dwóch znaczeń małżeńskich: prokreacji i zjednoczenia małżeńskiego.

### Prezerwatywy a HIV
Nauczanie Kościoła w sprawie stosowania prezerwatyw jako środka przeciwdziałającego rozprzestrzenianiu się HIV zostało wyrażone przez papieża Benedykta XVI, który stwierdził, że prezerwatywa nie jest alternatywą wobec:
- humanizacji seksualności poprzez duchową i ludzką odnowę relacji międzyludzkich.
- prawdziwej przyjaźni wobec cierpiących, aż do gotowości poniesienia osobistych trudów i postawy umiejętności rezygnacji z niektórych wartości[60].

W rozmowie z Peterem Seewaldem papież zwrócił uwagę, że nawet w świeckich strategiach upowszechniła się tzw. teoria ABC (Abstinence – Be faithful – Condom), przy czym prezerwatywa traktowana jest jako środek ostatni, gdy dwa pierwsze zawiodą. Według papieża „zafiksowanie” na używaniu prezerwatywy prowadzi do banalizacji seksualności, która nie jest przeżywana jako wyraz miłości, lecz staje się jakby narkotykiem. Prezerwatywa jest środkiem niemoralnym, w przypadku osób uprawiających prostytucję może być pierwszym krokiem ku umoralnieniu swego zachowania, pierwszy krok do postawy odpowiedzialności za innych.
Jednocześnie, zwłaszcza od czasów II soboru watykańskiego, pojawiają się głosy wewnątrz samego Kościoła o potrzebie reformy wykładni Kościoła na tematy związane z seksualnością człowieka.
Przykładem mogą być wypowiedzi biskupa Pat Powera z Australii, który publicznie nawołuje do reformy nauczania Kościoła w ramach etyki seksualnej i generalnie seksualności człowieka.
Nauczanie Kościoła w tej sprawie spotyka się z opiniami krytycznymi niektórych środowisk naukowych, zwłaszcza w kontekście walki z rozprzestrzenianiem się wirusa HIV i innych groźnych chorób przenoszonych drogą kontaktów seksualnych.
Kardynał Lozano Barragan stwierdził w 2010, że papież Benedykt XVI zwrócił się o przygotowanie raportu o moralnych i naukowych aspektach używania prezerwatyw w profilaktyce przeciw AIDS.